# جان سرل
جان راجرز سرل (به انگلیسی: John Searle) (زادهٔ ۱۹۳۲ میلادی کلرادو در آمریکا) از فیلسوفان تحلیلی سرشناس معاصر است. وی به‌خاطر کار هایش در زمینه فلسفه زبان و فلسفه ذهن شناخته شده است.
جان سرل دکترای خود را از دانشگاه آکسفورد دریافت کرده و استاد دانشگاه برکلی بود.
تخصص وی در فلسفه زبان و فلسفه ذهن و موضوعات خودآگاهی است. سرل خداناباور است.

## زندگی
در سال ۱۹۵۹ میلادی، سرل در سن ۲۷ سالگی موفق به اخذ مدرک دکتری در دانشگاه برکلی شد. او بیش از پنجاه سال، استاد فلسفهٔ دانشگاه برکلی کالیفرنیا بوده و در سال ۱۹۶۹ با انتشار کتاب کنش گفتاری، رساله‌ای در باب فلسفهٔ زبان Speech Acts به شهرت رسید. موضوع اصلی نخستین کتاب سرل، مسألهٔ معنا و ادراک بصری بود و تأکید وی در این کتاب بیش از هر چیز روی یک نظریهٔ فلسفی ناب و ساختارشکن می‌باشد. براساس این کتاب، ادارک انسان دری بی واسطه به واقعیت بیرونی است. درکی است مستقیم از چیزها؛ همانگونه که در بیرون ذهن و در اعیان خارجی وجود دارند. به گفتهٔ سرل ما در حصار حواس و ادراک خود محصور نیستیم و بدین ترتیب علیه تمام فلسفه‌هایی که از سده‌ها پیش به فلسفهٔ غالب تبدیل شده بودند موضع می‌گیرد.

## کتاب‌ها
از جان سرل کتاب‌های «درآمدی کوتاه به ذهن» و «اختیار و عصب زیست‌شناسی» و «فلسفه در قرن جدید» هر سه ترجمهٔ محمد یوسفی و «راز آگاهی» ترجمهٔ سید مصطفی حسینی و نیز «ساخت واقعیت اجتماعی» به ترجمهٔ میثم محمدامینی (نشر نو، ۱۳۹۳) در ایران به چاپ رسیده است. کتاب افعال گفتاری او نیز با ترجمه محمدعلی عبداللهی در سال ۱۳۸۵ منتشر شده است. ناشر این اثر پژوهشگاه علوم و فرهنگ اسلامی است.